# Lamar Trotti
Lamar Trotti (* 18. Oktober 1900 in Atlanta; † 28. August 1952 in Oceanside, Kalifornien) war ein US-amerikanischer Drehbuchautor und Filmproduzent.

## Leben
Trotti arbeitete nach einem Journalistik-Studium als Reporter und verlegte dann eine Filmfachpublikation. Ab 1933 war er als Drehbuchautor tätig, in der Folge auch bei Filmen von John Ford und William A. Wellman. Den größten Erfolg hatte er mit Western und patriotischen Kriegsfilmen. Ab 1942 setzte ihn 20th Century Fox auch als Produzent ein. 
Trotti wurde mehrfach für den Oscar nominiert und 1945 als Bester Drehbuchautor für Wilson, eine Filmbiographie des US-Präsidenten Woodrow Wilson, ausgezeichnet. Seine erste Nominierung erhielt er 1940 für die Beste Originalgeschichte in Der junge Mr. Lincoln. 1944 wurde Ritt zum Ox-Bow, bei dem er das Drehbuch geschrieben hatte und für die 20th Century Fox die Produktion übernahm, als Bester Film nominiert, konnte sich aber gegen Casablanca nicht durchsetzen. 1955 erhielt er eine Nominierung in der Kategorie Beste Originalgeschichte für Rhythmus im Blut.

## Filmografie (Auswahl)
- 1934: Judge Priest
- 1935: Mit Volldampf voraus (Steamboat Round the Bend)
- 1938: Chicago (In Old Chicago)
- 1938: Die goldene Peitsche (Kentucky)
- 1939: Der junge Mr. Lincoln (Young Mr. Lincoln)
- 1939: Liebe und Leben des Telefonbauers A. Bell (The Story of Alexander Graham Bell)
- 1939: Trommeln am Mohawk (Drums Along the Mohawk)
- 1940: Treck nach Utah (Brigham Young – Frontiersman)
- 1942: To the Shores of Tripoli
- 1942: Sechs Schicksale (Tales of Manhattan)
- 1943: Ritt zum Ox-Bow (The Ox-Bow Incident)
- 1943: Guadalkanal – die Hölle im Pazifik (Guadalcanal Diary)
- 1944: Wilson
- 1946: Auf Messers Schneide (The Razor’s Edge)
- 1947: Der Hauptmann von Kastilien (Captain from Castile)
- 1947: Es begann in Schneiders Opernhaus (Mother Wore Tights)
- 1948: The Walls of Jericho
- 1948: When My Baby Smiles at Me
- 1948: Herrin der toten Stadt (Yellow Sky)
- 1950: Der Held von Mindanao (American Guerilla in the Philippines)
- 1950: Im Dutzend billiger (Cheaper by the Dozen)
- 1951: As Young as You Feel
- 1952: Fünf Perlen (O. Henry’s Full House)
- 1952: Liebe, Pauken und Trompeten (Stars and Stripes Forever)
- 1952: Mit einem Lied im Herzen (With a Song in My Heart)
- 1954: Rhythmus im Blut (There’s No Business Like Show Business)